# Turanium rauschorum
Turanium rauschorum là một loài bọ cánh cứng trong họ Cerambycidae.